# Anna Ahlström
Anna Ahlström (19 juillet 1863 - 12 octobre 1943) est une enseignante et directrice d'école suédoise qui fonde en 1902 une école élémentaire pour filles, l'école Ahlströmska, à Stockholm. En 1903, elle crée l'Akademiskt Bildade Kvinnors Förening ou ABKF (Société des femmes universitaires) qui milite pour traiter la question de la discrimination entre les genres et obtient en 1923 la promulgation d'une loi connue sous le nom de Behörighetslagen (en) qui établit officiellement que toutes les professions et tous les postes dans la société sont ouverts également aux femmes comme aux hommes.

## Biographie
Anna Sofia Charlotta Ahlström est née à Stockholm le 19 juillet 1863. Elle est la fille de Jonas Ahlström. Elle reçoit son diplôme d'études secondaires en 1885 à l'école Wallinska, à Stockholm. Elle poursuit ses études à l'Université d'Uppsala et obtient son baccalauréat en 1891. Elle étudie les langues modernes à Paris, Londres et Berlin . En 1899, elle soutient sa thèse à Uppsala. Elle est l'une des premières femmes à obtenir un doctorat en Suède et la première femme docteur en linguistique en langues romanes (1899). Sa thèse écrite en français est intitulée Étude sur la langue de Flaubert.
Avant son doctorat, elle enseigne en 1893 dans plusieurs écoles de filles à Stockholm. Parce qu'elle n'est pas autorisée à postuler pour un poste de professeur agrégé, elle décide de créer sa propre école pour filles. Après avoir obtenu son doctorat, elle crée la nouvelle école élémentaire pour filles, Nya elementarskolan för flickor, à Stockholm en 1902, et commence à enseigner aux filles en automne 1903, d'abord dans son propre appartement au 17 Jungfrugatan, et quelques mois plus tard, dans des locaux de Kommendörsgatan à Östermalm.
En 1907, Ahlström recrute une enseignante plus jeune, Ellen Terserus (1867-1943), qui est nommée directrice de l'école. Terserus a étudié en Angleterre et aux États-Unis. Ahlström dirige cette école gratuite avec Ellen Terserus, qui devient sa compagne.
Les nouveaux locaux d'Östermalm achevés en 1926 sont prévus pour accueillir jusqu'à 1 000 étudiants, dans un bâtiment de 7 étages.
Ahlström et Terserus prennent leur retraite en 1930.
Anna Ahlström est morte le 12 octobre 1943, trois semaines après Ellen Terserus.

## Hommage
- Fondation Anna Ahlström et Ellen Terserus[4]